# Mimosa martindelcampoi
Mimosa martindelcampoi es una especie de planta fanerógama de la familia Fabaceae.

## Clasificación y descripción de la especie
Arbusto hasta de 2 m de alto, de tallo glabro, pardo a rojizo. Hojas bipinnadas, alternas, de 7 a 9 cm de largo, con pecíolos de 2 cm de largo, con 2 pares de folíolos por pinna; estípulas subuladas de 3 mm de largo por 0.8 mm de ancho. Flores en cabezuelas ovoides, globosas y pedunculadas, las cabezuelas de 1 a 2 cm de diámetro, flores sésiles, púrpuras a violáceas, cáliz de 1 mm de largo con los lóbulos con el ápice agudo; corola gamopétala, tubular, pétalos de 3 mm de largo por 1 mm de ancho, con el ápice mucronulado. Estambres 10, de 6 a 8 mm de largo, exsertos, anteras de 5 mm de largo. Ovario glabro de 1 mm de largo, sésil, estilo filiforme de 6 mm de largo, con pocos (3 a 5 óvulos); fruto pedicelado, de 1.4 a 1.6 cm de ancho por 3.5 a 7 cm de largo con un mucrón en el ápice; comúnmente plano, membranoso, indehiscente con 2 valvas que se separan de las márgenes persistentes, dividido transversalmente en segmentos con una semilla. Semillas glabras, comprimidas, anchamente ovadas, de 5 a 5.7 mm.

## Distribución de la especie
Se localiza en México, en los municipios de Jaumave y Tula, en el estado de Tamaulipas.

## Ambiente terrestre
Esta especie crece en suelos pedregosos derivados de calizas, en vegetación de matorral xerófilo.

## Estado de conservación
No se encuentra bajo ninguna categoría de riesgo en las normas mexicanas e internacionales (Norma Oficial Mexicana 059).